# 李永宁
李永宁（1415年—1479年），字世安，别号正庵，四川定远县（今武胜县）人，明朝政治人物。

## 生平
生于永乐乙未六月初二日。明英宗正统辛酉科举人，乙丑科（1445年）进士，请求恢复李姓。官授南京户部江西司主事，升本司员外郎，奉养母亲辞官归乡。家居三年，复除本部员外郎，改任刑部员外郎。天顺壬午任广东潮州府知府，母丧丁憂歸。成化間起补廣西桂林府知府。因循良清苦，人呼“青菜李”。与总督不合，遂致仕。成化乙亥十二月二十五日卒，年六十五。

## 政治
著有《正庵诗稿》及《琼琚集》。

## 家族
原籍湖广江陵，曾祖父李志祥元末避乱遷徙至四川，祖父李福海奉母范氏遷徙至定远县之太山里，改姓寄籍。父李英。
母冷氏。娶黎氏，封安人。生三子：李哻、李綖、李藻。孫十人：李邦直，弘治乙卯举人，官湖广永兴县知县；李邦表，嘉靖五年进士，歷官两淮盐运使。